# Lilla Kullbäckstorp
Lilla Kullbäckstorp är en bebyggelse i Härryda kommun och Råda socken. Lilla Kullbäckstorp är belägen utmed länsvägen mellan Mölnlycke och Mölndal. Området avgränsades före 2015 till en småort för att därefter räknas som en del av tätorten Mölnlycke.